# 高鳥順作

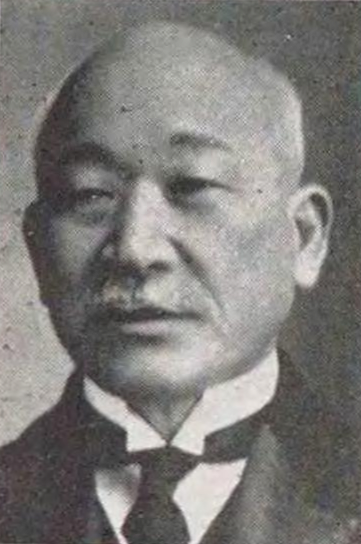
高鳥順作

高鳥 順作（たかとり じゅんさく、1868年5月5日（明治元年4月13日） - 1958年（昭和33年）2月8日）は、日本の政治家、実業家。

## 来歴・人物
新潟県能生谷村平（現糸魚川市平）の高鳥半五郎の長男として生まれる。実家は貧しい農家であり小学校卒業後も親の手伝いをしながら夜学に通う生活であった。農村の開田工事をしていたが24歳の時に登記所の整地工事を入札したのが土木請負いのはじまりで高鳥組をおこし、新潟県下の公共事業を請負っていくようになる。主だった工事として明治末期の加治川改修工事、直江津-富山間の鉄道（北陸本線。現在のえちごトキめき鉄道日本海ひすいライン・あいの風とやま鉄道線）建設工事がある。鉄道建設工事は郷津-有間川間を高鳥組が請負ったがさらに名立-青海間も高鳥組が特命で請負うことになった。その後政界入りにより長男の博に高鳥組を継がせたがその後も宮城県登米郡米山町短台耕地事業を手掛けることになる。ここは北上川と迫川にはさまれた沼地でありこの干拓事業では何人も失敗していた。高鳥は1927年（昭和2年）から1931年（昭和6年）までかかった大事業に成功し水田1146ヘクタール、畑70ヘクタールを造成した。これにより600ヘクタールの耕地を手に入れ大地主となり農地改革まで多額の小作料がはいっていた。
さらに銀行業に進出する。高鳥は北陸本線建設により成功した事業家として1914年（大正3年）能生銀行専務に就任する。能生銀行は1897年（明治30年）の創立で旅館業や魚業者相手に取引をしていたが1913年（大正2年）に北陸本線の開通により宿場町の役割はおわり、数年続いた不漁により能生銀行は伸び悩んでいた。高鳥の就任した大正3年下期は貸付金の欠損9282円が生じ経営危機に陥った。高鳥は請負業を営んでいた関係でその取引先に対し選別して広く融資をおこなった。これにより貸出額は倍増し業績も回復し毎年純益を出すようになった。さらに能生谷村にあった公益銀行の株を買収し頭取におさまり1926年（大正15年）に両行を合併し能生銀行を設立した。その後も根知銀行、黒部商事、大和川銀行を合併し安定した業績をつづけるようになっていた。しかし戦時になると銀行統制が進められるようになり能生銀行は1943年（昭和18年）3月に第四銀行に合併されることになった。なお高鳥は第四銀行の顧問に就任した。
政治家としては1910年（明治43年）3月西頸城郡会議員に選ばれたのが始まりで1915年（大正4年）3月には衆議院議員に当選。大糸線建設促進や能生築港に尽力する。1925年（大正14年）帝国議会代表としてワシントン万国議員会議に出席し1927年（昭和2年）にもパリ万国議員会議に出席。1932年（昭和7年）新潟県多額納税者として貴族院議員に互選され、同年9月29日に就任し、研究会に所属して1939年（昭和14年）9月28日まで1期在任した。
1918年（大正9年）から1946年（昭和21年）までは能生町長を務める。能生町は水質が悪く井戸が少なかった。そのため都市部でも珍しかった上水道の敷設事業を周囲の反対を押し切り進め1930年（昭和5年）7月に完成させた。終戦後公職追放に遭ったが、追放解除後の1952年（昭和27年）に再び能生町長となる。しかし病に倒れ、闘病の末1958年（昭和33年）2月8日に死去した。享年89。
孫の高鳥修、曾孫の高鳥修一も衆議院議員に当選している。

### 光明電気鉄道の所有
光明電気鉄道は1923年（大正12年）7月に静岡県磐田郡中泉町-同郡光明村間の鉄道免許状が下付されたが、資金不足に加え軽便鉄道ではなく国鉄並の規格で建設したため、1928年（昭和3年）に新中泉 - 田川間を部分開業させたところで資金がつきてしまった。創業期の中心人物である田中寿三郎は免許線開通後はさらに北陸まで延伸しようと考えており、北陸の資産家たちを説得し出資に成功する。これにより1930年（昭和5年）12月に二俣町まで開通した。
しかしバスに押されて経営は悪化するばかりで社長が次々と交代する始末であった。こうしたことから出資者の高鳥順作の申請により1932年（昭和7年）2月になり強制管理開始が決定。翌年1月には破産宣告があり、競売日も決定してしまう。会社側は再建策をまとめ抗告したため、浜松裁判所では1933年（昭和8年）9月に破産宣告取消を決定し1934年（昭和9年）4月和議の開始が決定となった。しかし高鳥は和議に応じることはなく、鉄道抵当法による強制執行を受け高鳥が30万円で競落した。その間に電気料金滞納のため送電が停止され運転は休止となってしまう。光明電気鉄道を所有することになった高鳥であるが営業を継続する意思は無く、廃止手続きをすすめた。地元の反対運動のなか1936年（昭和11年）に廃止は許可され、資産は処分された。

## 家族・親族
高鳥家（新潟県糸魚川市）
- 父・半五郎
- 妻・セン（新潟、笠原牛九郎長女）[5]
1867年（慶応3年）生[5] - 没
- 長男・博[5]
1887年（明治20年）3月生[5] - 没
- 長女・ハル（新潟県人・渡邊甚太郎母シカの養子となる[5]）
1889年（明治22年）5月生[5] - 没
- 次男・登[5]
1894年（明治27年）1月生[5] - 没
- 孫・修（政治家）
1929年（昭和4年）6月生 - 2019年（令和元年）10月没
- 曾孫・修一（政治家）
1960年（昭和35年）9月生 -